# 2009年6月澳门

## 6月27日
- 全國人大常委會通過授權澳門特區政府管轄位於橫琴島的澳門大學校區範疇。澳門電台（页面存档备份，存于）

## 6月26日
- 熱帶風暴浪卡襲澳消息：
  - 受到風暴影響，氣象局於早上7時15分發出一號戒備信號。
  - 氣象局於晚上7時改發三號強風信號，是為今年首個。澳門政府
  - 受到風暴影響，噴射飛航宣布暫停澳門往返深圳機場及香港國際機場往返深圳機場渡輪服務。ON.CC

## 6月25日
- 受人類豬流感疫情影響，教育暨青年局宣佈全澳學校本年停開夏令班。澳廣視（页面存档备份，存于）

## 6月23日
- 當局證實兩宗人類豬流感外地傳入個案，以及首宗本土感染個案，流感應變協調中心將流感警戒級別升至第6級（藍色）。澳廣視（页面存档备份，存于）

## 6月22日
- 當局了證實兩宗人類豬流感外地傳入個案，包括一名剛出面畢業聚餐的澳大學生。澳廣視（页面存档备份，存于）

## 6月20日
- 受到強烈熱帶風暴蓮花影響，氣象局於今早10時半發出今年首個一號戒備信號。ON.CC
- 當局了證實兩宗人類豬流感外地傳入個案，是首兩宗本地居民感染個案。澳廣視（页面存档备份，存于）

## 6月18日
- 流感應變協調中心宣佈澳門證實首宗人類豬流感外地傳入個案，患者是的一名菲律賓男子。澳廣視（页面存档备份，存于）

## 6月16日
- 獲286名選委提名的崔世安向行政長官選舉委員會遞交提名表格，成為第三屆行政長官選舉中唯一候選人。商業電台（页面存档备份，存于）

## 6月14日
- 末代總督韋奇立以私人身份訪澳四天，是他近十年來首次踏足澳門。澳門電台（页面存档备份，存于）

## 6月6日
- 澳門公職人員協會下午發起遊行請願，到政府總部遞信，要求政府在調整公務人員職級及薪酬方面做到一視同仁，避免「肥上瘦下」。華僑報（页面存档备份，存于）

## 6月4日
- 澳門民主發展聯合委員會在玫瑰堂前地舉辦紀念六四事件二十周年圖片展及燭光晚會，約有200人參與；人數較去年明顯增加。澳門電台（页面存档备份，存于）

## 6月3日
- 治安警察局晚上根據《內部保安綱要法》拒絕持有中華民國護照的八九學運領袖吾爾開希入境。吾爾開希將於明（4）日被遣返臺灣。on.cc
- 人類豬流感消息：澳門衛生局獲珠海市通報早前確診人類豬流感的男子曾於上月29日約22:45分，曾乘坐新福利巴士3或3A號巴士前往關閘。on.cc[永久]
- 何鴻燊於2009亞洲國際博彩博覽會開幕禮上獲澳門行政長官何厚鏵頒授G2E Asia卓越遠見成就獎。ON.CC

## 6月2日
- 行政長官已經授予衛生局、教青局、文化局、旅遊局、體育發展局、旅遊學院、澳門格蘭披治大賽車委員會等社會文化司範疇權限。澳門日報
- 早前一名經澳門進入珠海的男子被證實患有人類豬流感。澳門電台（页面存档备份，存于）

## 6月1日
- 新濠天地第一期項目於晚上7時45分由行政長官何厚鏵主持開幕。ON.CC
- 醫療補貼計劃將於翌月起發放。澳門日報
- 崔世安選舉代理人黃顯輝表示崔世安已成功爭取得超過五十個提名門檻。澳門日報